# Cassius și Florentius

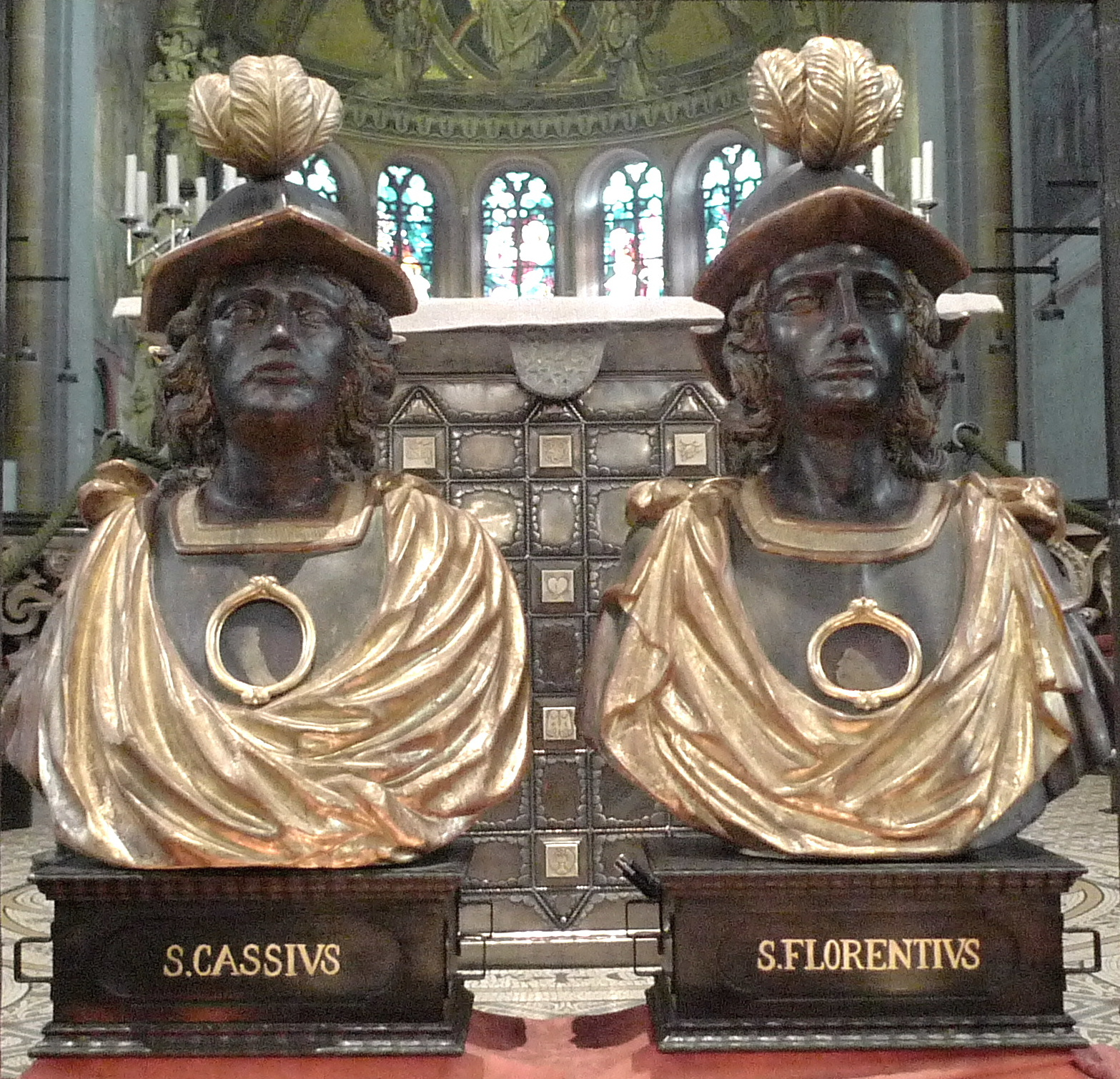
Casius și Florentius

Cassius și Florentius au fost doi soldați romani executați conform legendei la Bonn în secolul al III-lea, în contextul prigonirii creștinilor din acea perioadă.

## Legenda
Cassius și Florentius au fost soldați în legiunea tebană (Legio Thebaica), convertită conform legendei la creștinism. Legiunea a fost staționată în Egipt până la sfârșitul secolului al III-lea, când împăratul Maximilian (Marcus Aurelius Valerius Maximianus (286-305)), care a domnit împreună cu Dioclețian, trimite legiunea contra galilor, scopul lui era decimarea legiunii care avea în rândurile ei 6000 de soldați creștini. Refuzul legiunii de a lupta contra confraților creștini a dus la executarea lor, Cassius și Florentius împreună cu 12 camarazi fiind executați în Bonn (cartierul Endenich), 330 de execuții asemănătoare ar fi avut loc în Köln. Aceste date nu sunt confirmate în prezent de cercetările arheologice.